# Vinzenz Bronzin
Vincenzo Bronzin (Rovigno, 4 maggio 1872 – Trieste, 20 dicembre 1970) è stato un matematico italiano.
Oggi noto come l'anticipatore

, 

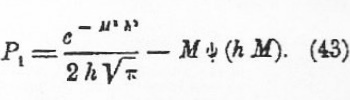
Formula di Bronzin pubblicata in "Theorie der Prämiengeschäfte" nel 1908 a Vienna

nel 1908, della formula di Black e Scholes del 1973 premiata con il premio Nobel nel 1997.
Formulò anche la regola di parità call-put
,
descritta formalmente solo nel 1969 da Stoll
.

## Biografia
Bronzin nacque a Rovigno, in Istria. Studiò ingegneria all'Università tecnica di Vienna e quindi matematica e pedagogia all'Università di Vienna. Diventò professore all'Accademia di Commercio e Nautica, Trieste nel 1900. Si dedicò ad "Aritmetica politica e commerciale", che includeva scienze attuariali e teoria della probabilità.
Nel 1910 divenne direttore. Nel 1937, all'età di 65 anni, si ritirò dalle sue posizioni accademiche 
.

## Opere
Nel 1908 Bronzin pubblicò il suo lavoro Theorie der Prämiengeschäfte (tedesco: "Teoria sui premi di opzione") 

dedicato alla tipologia allora corrente di opzioni che contiene praticamente tutti gli elementi della moderna teoria sulla valutazione delle opzioni;
.
L'approccio metodologico di Bronzin, diversamente da quello di Bachelier, basato sul calcolo stocastico, è del tutto pragmatico, basato su ipotesi sulla distribuzione del prezzo delle azioni a scadenza, da cui egli deriva un insieme di soluzioni analitiche per il prezzo delle opzioni.
Tuttavia, analogamente a quanto accadde a Louis Bachelier, il suo lavoro fu dimenticato poco dopo la pubblicazione.